# Quatuor à cordes d'Elgar

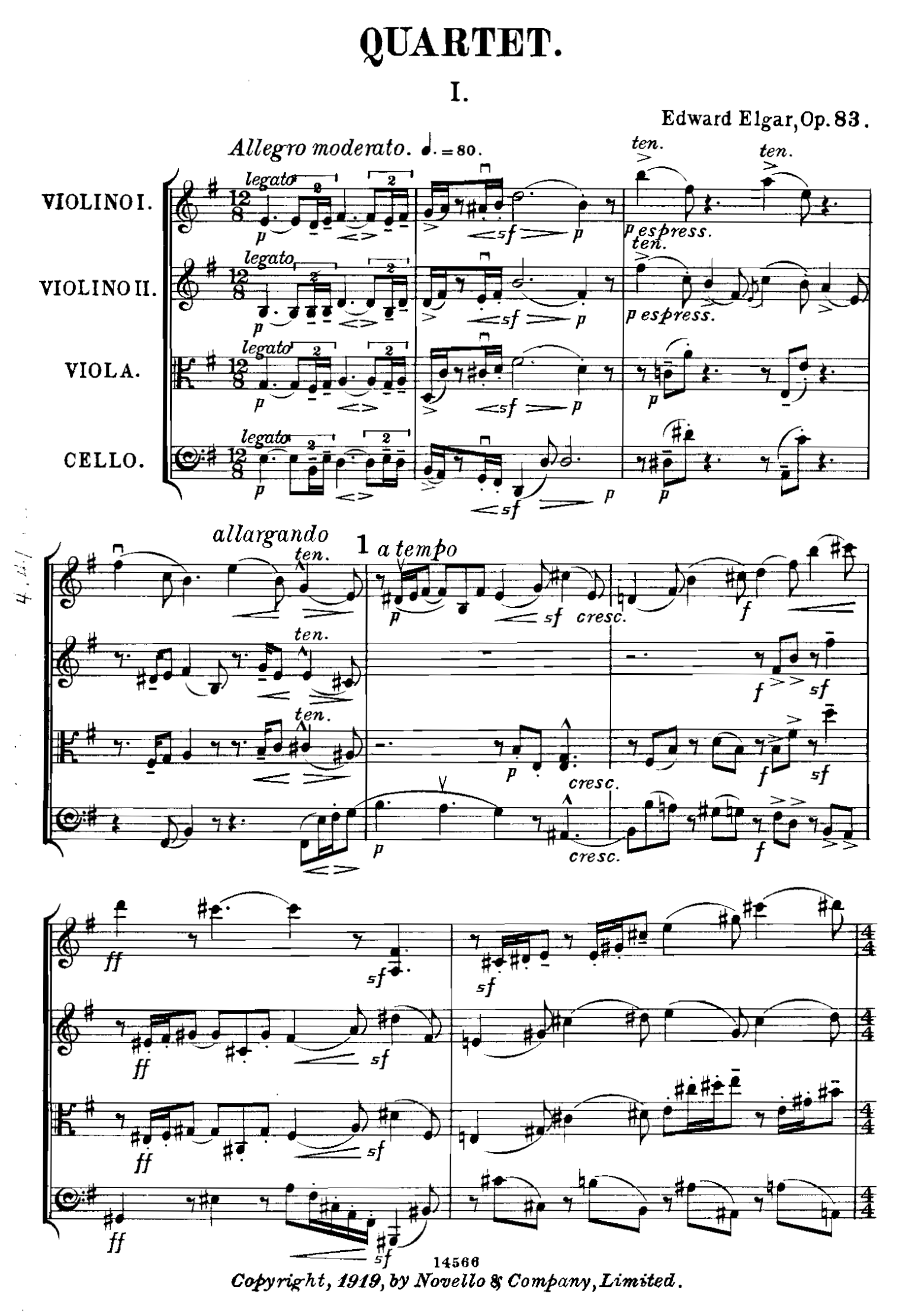
Partion du quatuor à cordes d'Elgar.

Le Quatuor à cordes en mi mineur opus 83 est un quatuor à cordes d'Edward Elgar. Composé en 1918, il fut créé le 21 mai 1919 avec Albert Sammons et William Henry Reed aux violons, Raymond Jeremy à l'alto et  Felix Salmond au violoncelle au Wigmore Hall à Londres.

## Structure
1. Allegro moderato
2. Piacevole (poco andante)
3. Allegro molto